# L'Arlecchino
L'Arlecchino (Harlequin) è un romanzo di Morris West, pubblicato nel 1974. È stato tradotto in olandese, norvegese, svedese, finlandese, francese, spagnolo, danese, indonesiano, tedesco, portoghese, bulgaro, rumeno, oltre che in italiano.

## Ambientazione
La vicenda si svolge nel 1974 in prevalenza a New York, ma con episodi ad Amburgo, in California e in Messico.

## Trama
George Harlequin è un ricco banchiere svizzero, ammirato per la sua cultura e felice per la sua famiglia. Ha affidato a un certo Yanko la sicurezza della banca, che avviene attraverso i computer più sofisticati e il personale più competente. Un giorno il servizio di sicurezza comunica a George che la banca è in passivo di 15 milioni di dollari e che l'ammanco è dovuto a prelievi illeciti dello stesso George. Subito dopo, Yanko offre di rilevare la banca per un prezzo maggiorato per ogni azione. La notizia trapela e in Borsa si crea una situazione di crisi per gli azionisti di George.
Dovendo reagire a un colpo simile, George si rivolge a un'agenzia investigativa, per dimostrare che nei computer sono state introdotte informazioni a suo nome, ma di cui non è responsabile. E chiede all'amico Paul Desmond di trovargli altri investigatori. La scelta cade su Aaron Bogdanovich, un uomo che lavora segretamente per la causa di Israele e lo fa ai margini della legalità. Sembra evidente che Yanko abbia immesso le informazioni per l'ammanco, con lo scopo di rovinare George Harlequin e togliergli la banca in condizioni favorevoli, ma provare il tutto è molto difficile.
Nel corso delle indagini, di cui Paul è il tramite, vengono uccise alcune persone, lo stesso Paul subisce un attentato, persino la moglie di George, mentre si trovano tutti a Città del Messico, perde la vita per una sparatoria nel buio. George, che è a sua volta azionista dell'azienda di Yanko, ne riversa sul mercato le azioni, causando panico e rovina economica. A quel punto Yanko chiede di trattare e di risarcire George, ma quest'ultimo si irrigidisce in quanto ha appreso che, tra le informazioni introdotte nei sistemi informatici, c'è anche una segnalazione al Fronte di liberazione della Palestina, secondo cui George e Paul possono essere bersagli di attentati.
Il dramma successivo riguarda il piccolo Paul Harlequin, rapito con la bambinaia durante una passeggiata. Le autorità statunitensi che fino ad allora avevano sottovalutato le denunce di Harlequin, ora non possono più estraniarsi e prendono sul serio Yanko, che controlla con i suoi mezzi persino il governo. Perciò il rapimento del piccolo si risolve e Yanko comprende di dover fare un'ammenda totale, in cambio di un ritiro delle denunce a suo carico.
Tanta violenza ha portato Harlequin a isolarsi e a considerare l'idea di uccidere Yanko. Si allontana da Paul Desmond, arrivando a chiedergli di rassegnare le dimissioni e accampa come scusa il non volere più coinvolgere persone care nei suoi affari. Paul si trova ad odiare l'amico, e poiché nel frattempo ha intrapreso un rapporto con la fedele Suzanne, la segretaria di George, le chiede di sposarlo e di lasciare tutto. La donna acconsente al matrimonio, ma non la pensa nello stesso modo a proposito di George.
Così si arriva alla riunione che dovrà risarcire George, alla presenza di tutti gli avvocati delle due parti. Yanko firma per un imponente rimborso ad Harlequin, per i soldi sottratti e per gli altri danni. Al momento del brindisi, entra in scena il fotografo che punta la macchina fotografica contro il gruppo di persone, asserendo che è un'arma letale. Quindi comunica a Yanko che la sua bevanda è stata avvelenata e che morirà, se non firma la confessione di sei omicidi. Paul protesta e così Yanko, il quale però sente i sintomi che il fotografo gli ha descritto. Convinto di morire, il criminale firma e cade inanimato. Allora il fotografo si rivela e dice che Yanko non corre pericolo e che è stato solo narcotizzato, quindi consegna a George la confessione.
Paul è sempre più amareggiato e si avvia a sposare Suzanne in uno stato di inquietudine interiore. Vorrebbe liberarsi, e per sempre, di Harlequin, che ha ecceduto con i suoi colpi di teatro. Ma il tempo passa e nessuno arresta Yanko. E al matrimonio, a Paul viene consegnata una busta. Contiene un'altra busta e questa contiene minuscoli frammenti di carta. Suzanne capisce: è la confessione di Yanko. La donna raduna i pezzetti, quindi un amico presente, con l'accendino li brucia.

## Personaggi
- George Harlequin - banchiere svizzero ancor giovane. Poliglotta, colto e raffinato, marito e padre felice, fa risalire il suo cognome a un bisavolo che si esibiva come guitto nelle feste popolari;
- Paul Desmond - amico fraterno di George, padrino del figlioletto di questi, ha un posto nella direzione della Harlequin Ce. È il narratore della storia ed è australiano.
- Basil Yanko - di origine cecoslovacca, è un genio dell'informatica e ha creato la più importante impresa di sistemi computerizzati di sicurezza al mondo. Annovera tra i suoi clienti numerosi governi, nonché la banca di Harlequin, che vuole acquisire.
- Juliette - moglie di Harlequin (il figlio si chiama Paul);
- Suzanne - segretaria di George e amica di Desmond;
- Aaron Bogdanovich - agente segreto non ufficiale dello Stato di Israele;

## Edizioni in italiano
- Morris West, L'Arlecchino, traduzione di Bruno Oddera, ed. Mondadori, Milano 1975;